# 桑吉省
桑吉省（法語：Sanguié）是布基納法索中西大區西北部的一個省，面積5,178平方公里。2006年人口297,230人。首府雷奥。
本區下轄九縣。